# Sinai Planum
Sinai Planum és una formació geològica de tipus planum a la superfície de Mart, localitzada amb el sistema de coordenades planetocèntriques a -7.34 ° latitud N i 279.9 ° longitud E, que fa 901.44 km de diàmetre. El nom va ser aprovat per la UAI l'any 1973 i fa referència a una característica d'albedo.